# 8 de julho na Universíada de Verão de 2009
O dia 8 de julho de 2009 foi o nono dia de competições da Universíada de Verão de 2009. Foram disputadas onze modalidades e 19 finais.

## Modalidades
| - Atletismo - Basquetebol - Futebol - Judô | - Natação - Polo aquático - Saltos ornamentais - Tênis | - Tênis de mesa - Tiro com arco - Voleibol |

## Campeões do dia
Esses foram os "campeões" (medalhistas de ouro) do dia:
| Medalhas de Ouro   | Medalhas de Ouro             | Medalhas de Ouro | Medalhas de Ouro                                       | Medalhas de Ouro | Medalhas de Ouro |
| Modalidades        | Evento                       | País             | Atleta(s)                                              | Recorde          | Ref.             |
| ------------------ | ---------------------------- | ---------------- | ------------------------------------------------------ | ---------------- | ---------------- |
| Atletismo          | 100m masculino               | Honduras         | Rolando Palacios Cruz                                  | —                |                  |
| Atletismo          | 10.000m masculino            | África do Sul    | Sibabalwe Mzazi                                        | —                |                  |
| Atletismo          | Lançamento de martelo masc.  | Bielorrússia     | Yury Shayunou                                          | —                |                  |
| Atletismo          | 100m feminino                | Lituânia         | Lina Grincikaite                                       | —                |                  |
| Atletismo          | Salto em distância feminino  | Sérvia           | Ivana Spanovic                                         | —                |                  |
| Atletismo          | Lançamento de disco feminino | Austrália        | Dani Samuels                                           | —                |                  |
| Judô               | Masculino até 81kg           | Azerbaijão       | Ramin Gurbanov                                         | —                |                  |
| Judô               | Masculino até 90kg           | Rússia           | Dmitry Gerasimenko                                     | —                |                  |
| Judô               | Feminino até 63kg            | Taipé Chinesa    | Chin-Fang Wang                                         | —                |                  |
| Judô               | Feminino até 70kg            | Japão            | Yoriko Kunihara                                        | —                |                  |
| Natação            | 50m nado costas masculino    | Japão            | Junya Koga                                             | UR               | [ 2 ]            |
| Natação            | 200m nado peito masculino    | Ucrânia          | Igor Borysik                                           | UR               | [ 2 ]            |
| Natação            | 200m borboleta masculino     | Polónia          | Pawel Korzeniowski                                     | UR               | [ 2 ]            |
| Natação            | 800m nado livre feminino     | Estados Unidos   | Whitney Sprague                                        | —                |                  |
| Natação            | 100m nado costas feminino    | Japão            | Shiho Sakai                                            | —                |                  |
| Natação            | 200m medley feminino         | Estados Unidos   | Ava Ohlgren                                            | UR               | [ 2 ]            |
| Natação            | 4x200m livre feminino        | Estados Unidos   | Ava Ohlgren Morgan Scroggy Chelsea Nauta Kristen Heiss | —                | [ 3 ]            |
| Saltos ornamentais | 3m individual feminino       | China            | Dong Jun                                               | —                |                  |
| Tênis de mesa      | Dupla mista                  | Taipé Chinesa    | Chiang Hung-Chieh Huang Yi-Hua                         | —                | [ 4 ]            |

## Líderes do quadro de medalhas ao final do dia
| Ordem | País               | Medalha de ouro | Medalha de prata | Medalha de bronze |    |
| ----- | ------------------ | --------------- | ---------------- | ----------------- | -- |
| 1     | CHN China          | 13              | 16               | 10                | 39 |
| 2     | KOR Coreia do Sul  | 11              | 6                | 9                 | 26 |
| 3     | JPN Japão          | 9               | 11               | 16                | 36 |
| 4     | USA Estados Unidos | 8               | 4                | 5                 | 16 |
| 5     | RUS Rússia         | 6               | 11               | 12                | 29 |